# Melissoptila inducens
Melissoptila inducens är en biart som beskrevs av Juan Brèthes 1910. Melissoptila inducens ingår i släktet Melissoptila och familjen långtungebin. Inga underarter finns listade i Catalogue of Life.